# Midnight Commander
Midnight Commander je popularni slobodni računalni program za upravljanje datotekama (engl. file manager). Napisan je po uzoru na Norton Commander koji je bio jedan od najpopularnijih upravitelja datoteka za MS-DOS.
Midnight Commander se ubraja u tzv. ortodoksne upravitelje datoteka, koji koriste dva okna za prikaz datoteka, te radi u tekstualnom sučelju (pokreće se s mc), a glavna navigacija u programu obavlja se funkcijskim tipkama (od F1 do F12). Izvorno je napisan za operacijske sustave slične Unixu, no također postoji i inačica za Microsoft Windows.